# Момотомбо
Момотомбо је стратовулкан у Никарагви, недалеко од града Леон. Налази се на обали Лаго де Манагва. Ерупција вулкана 1610. године приморала је становнике шпанског града Леон да се преселе на око 48 км (30 миља) западно. Рушевине овог града сачуване су у Леон Вијехо (Стари Леон). Такође је еруптирао 1886. године, 1905. године, а најновије 30. новембра 2015. године.
Планина је врло симетрична, а њен облик је симбол Никарагве, која се појављује на местима од кутија за шибице до револуционарних фрески. Овај вулкан је такође био веома популаран пре почетка првог светског рата. Многи туристи су га посетили, посебно 1904. године, годину дана пре ерупције. Никарагвански песник Рубен Дарио написао је песму „Момотомбо“ у његову част.
Има млађи конус: Момотомбито, који се налази унутар језера Манагва. Један је од највећих вулкана у Никарагви, уз вулкан Момбачо.